# クロハタ
クロハタは、松江カク（1936年1月3日 - 1984年8月30日）が1960年代に主宰していた前衛美術集団。

## 概要
安保闘争や学園紛争など動乱の時代にあって、街頭パフォーマンスのほか当時流行の無届けデモを敢行した。由比忠之進がベトナム戦争に抗議の意を示すべく、首相官邸前でガソリン焼身自殺を図った際には、彼の死を悼み新宿駅西口にて「ベトナム反戦儀式」を行ったことでも知られる。普段は警察を模して「クロハタ本庁（廳）」を名乗っていた。道路にガソリンを撒いて火を点けるなどの行為が問題となり警察に連行されたこともある。